# Bobby Pontillas
Bobby Pontillas é um animador, cineasta e roteirista americano. Como reconhecimento, foi nomeado ao Óscar 2019 na categoria de Melhor Animação em Curta-metragem por One Small Step (2018).